# Reiner Pfeiffer
Reiner Pfeiffer (* 9. Februar 1939 in Lünen, Westfalen; † 12. August 2015 in Hambergen, Niedersachsen) war ein deutscher Journalist, der durch seine Rolle in der Barschel-Affäre 1987 einer breiten Öffentlichkeit bekannt wurde.

## Biografie
Reiner Pfeiffer wurde als Sohn eines Polizeibeamten geboren. Über seine Kindheit ist wenig bekannt. Die Mittelschule, in der er einmal zurückgesetzt wurde, beendete er vorzeitig. Nach eigenen Angaben wollte Pfeiffer Priester werden, besuchte dafür die Gymnasien der Franziskaner im Kloster Garnstock in Baelen und im Kloster Bardel. Anschließend ging er auf eine Polizeischule, die er ohne Abschluss verließ. Als Redakteur war er später unter anderem für die Westfälische Rundschau ohne Volontariat tätig. Von 1967 bis 1969 arbeitete Pfeiffer als Öffentlichkeitsreferent für Krupp in Essen und von 1969 bis 1976 für den Bremer Flugzeugbauer VFW. Danach war er bei der Bremer CDU für Öffentlichkeitsarbeit angestellt und wurde 1976 Redakteur des damals CDU-eigenen Wochenblattes Weser-Report. Er arbeitete dort aber nicht sehr lange. Nachdem er den Weser-Report verlassen hatte, arbeitete Pfeiffer als freier Redakteur, half seiner Frau als Verkäufer in deren Eisdiele und verdiente sich sein Geld als Grabredner bei einem Beerdigungsinstitut.
Anderthalb Jahre später wurde Pfeiffer wieder als politischer Redakteur beim Weser-Report angestellt. Nach dem Verlust seiner dortigen Stelle erhielt er am 30. September 1986 einen Arbeitsvertrag beim Axel-Springer-Verlag für die Projektredaktion der geplanten Zeitung Der Tag zum 1. Januar 1987. Allerdings beschloss die Konzernleitung Ende des Jahres, die Pläne fallenzulassen. Im Dezember wurde Pfeiffer daraufhin an die Kieler Landesregierung als Medienreferent vermittelt. Nach seinen Verwicklungen in die Barschel-Affäre war Pfeiffer erwerbslos, bekam jedoch bis Ende 1988 Zahlungen vom Nachrichtenmagazin Der Spiegel. Danach arbeitete Pfeiffer zeitweilig als Chefredakteur eines Anzeigenblattes und als Kreditvermittler in Oyten bei Bremen.
Seit Anfang der 1990er Jahre lebte Pfeiffer mit seiner Lebensgefährtin in Hambergen bei Bremen. In seinen letzten Lebensjahren war Pfeiffer schwer krank und litt zuletzt an einer schwerwiegenden Aphasie. Am 12. August 2015 verstarb er nach einem Sturz, bei dem er unglücklich zwischen das Gestänge seines Krankenbetts geriet und sich selbst erwürgte.

## Barschel-Affäre
Bekannt wurde Pfeiffer durch seine Schlüsselrolle in der Barschel-Affäre. Gegenüber dem Nachrichtenmagazin Der Spiegel gab er an, im Auftrag von CDU-Ministerpräsident Uwe Barschel den Kandidaten der SPD, Björn Engholm, diskreditiert zu haben. Pfeiffer stellte eine anonyme Anzeige wegen Steuerhinterziehung gegen Engholm und ließ ihn durch Detektive beschatten. Er besorgte ein Abhörgerät, welches angeblich in Barschels Telefon eingebaut werden sollte, um einen Abhörversuch der SPD vorzutäuschen. Am 5. Februar 1987 rief Pfeiffer bei Björn Engholm unter dem Namen Dr. Wagner an und teilte ihm mit, dass eine seiner Patientinnen, die an Aids erkrankt sei, angegeben hätte, mit ihm intim gewesen zu sein.
Pfeiffer behauptete oftmals, Ministerpräsident Barschel sei der Auftraggeber dieser zum Teil kriminellen Machenschaften gewesen; mehrere Ermittlungsinstitutionen stellten später die Glaubwürdigkeit Pfeiffers hierzu in Frage. Es gelang nicht, die Urheberschaft Barschels zu beweisen.
Allerdings wurde festgestellt, dass Barschel Mitarbeiter zu – strafbaren – falschen eidesstattlichen Versicherungen genötigt hatte.
Der zweite Kieler Untersuchungsausschuss musste teilweise die Bewertungen des ersten Ausschusses revidieren. Manche gehen seither davon aus, dass Pfeiffer auf eigene Veranlassung gehandelt und auch ein doppeltes Spiel zwischen CDU, SPD und Spiegel getrieben habe.
Andere wie der Obmann der SPD im ersten Untersuchungsausschuss zur Barschel-Affäre, Gert Börnsen, gingen davon aus, dass zumindest die Mittäterschaft bzw. Barschels politische Verantwortlichkeit gesicherte Erkenntnis ist, ohne diese Einschätzung mit überprüfbaren Fakten belegen zu können.

## Schubladenaffäre
Nach dem Tod Barschels erhielt Pfeiffer vom SPD-Landesvorsitzenden Günther Jansen zwischen 40.000 und 50.000 D-Mark in bar (der genaue Betrag ist nach wie vor unbekannt). Das Geld will Jansen als Geldspenden für Pfeiffers Notlage gesammelt, in einer Schublade aufbewahrt und bei zwei Treffen übergeben haben. Die Übergabe wurde 1993 als Schubladenaffäre publik, als eine ehemalige Lebensgefährtin Pfeiffers diese Zahlungen in einem Stern-Interview erwähnte. Sie gab den Anlass zu einem zweiten Untersuchungsausschuss Anfang der 1990er Jahre in Kiel, der im Ergebnis den ehemaligen Ministerpräsidenten Barschel teilweise ent- und den Kronzeugen Pfeiffer belastete.
Björn Engholm, Nachfolger Barschels im Amt des Ministerpräsidenten und inzwischen auch Bundesvorsitzender der SPD, war der zweite Ministerpräsident Schleswig-Holsteins, der über Pfeiffer stürzte. Er hatte bereits vor der Landtagswahl von den Machenschaften Pfeiffers gegen sich gewusst, dies aber vor dem ersten parlamentarischen Untersuchungsausschuss nicht erwähnt. Eine strafgerichtliche Klärung, ob er sich damit möglicherweise einer uneidlichen Falschaussage schuldig gemacht hatte, unterblieb, weil dieser Verdacht erst bekannt wurde, als die mögliche Straftat  bereits verjährt war.

## Mitarbeiter und Decknamen
Die Barschel- und die Schubladenaffäre schränkten nicht nur die Glaubwürdigkeit Pfeiffers ein, sondern machten auch öffentlich, dass Pfeiffer schon in früheren Zeiten mit dem Hochstapler Gert Postel zusammengearbeitet hatte. Diese Zusammenarbeit setzte sich in seiner Zeit als Medienberater bei Uwe Barschel fort und hat eine bis heute nicht genau geklärte Rolle in der Kieler Affäre und bei dem Tod Barschels gespielt. Unter anderem hatte Postel früher schon den Decknamen Dr. Wagner verwendet, mit dem Pfeiffer bei Engholm angerufen hatte. Pfeiffer und Postel sollen schon in früheren Zeiten die Decknamen Roloff und Gelsenberg benutzt haben. Ein Mann mit dem Namen Robert Roloff lebte früher in der Nachbarschaft von Pfeiffers Eltern. Barschel betonte in seinem letzten Telefonat mit seiner Frau Freya von Bismarck (vom Genfer Hotel Beau-Rivage aus) in Zusammenhang mit seinem (angeblichen) Treffen mit Roloff, ihm sei der Deckname Gelsenberg (für Pfeiffer) schon von Kiel her bekannt gewesen. Freya Barschel berichtete in einem Interview mit dem Journalisten Karsten Kammholz von der Zeitung Die Welt vom 17. August 2007:  „[…] wir waren schon auf der Hinreise über Genf geflogen. Sein Informant wollte ihn dann dort treffen. Mein Mann sollte von ihm Entlastungsmaterial erhalten. Wichtige Fotos. Der Informant nannte sich Roloff. Er hatte schon vorher mehrmals meinen Mann angerufen. Aber das Treffen stellte sich als Falle heraus. Wir waren schon auf Gran Canaria, als er [Barschel] dort angerufen wurde. Woher der Informant unsere Nummer dort hatte, weiß ich nicht.“
Barschel hatte schon 1976 Kontakt mit Pfeiffer durch zwei Interviews, die Pfeiffer für den Weser-Report mit dem damaligen Fraktionsvorsitzenden der CDU im Kieler Landtag führte.